# Michael Steindl (Linguist)
Michael Steindl (* 4. März 1924 in Scheidegg; † 13. Mai 2015 in Lindau (Bodensee)) war ein deutscher Linguist und Schriftsteller. 

## Leben
Michael Steindl studierte Germanistik, Geschichte und Erdkunde an der Ludwig-Maximilians-Universität München. 1951 wurde er an der LMU mit der Arbeit Schuld und Tod in der "Empedokles"-Dichtung Hölderlins. Versuch einer Interpretation an Hand des Schuld- und Todproblemes zum Dr. phil. promoviert. Er war von 1952 bis 1956 Lehrer 
an der Schule Schloss Salem, dann bis 1967 an Gymnasien in München und Lindau. Bis 1975 war er Lehrer und Vizerektor der Deutschen Schule Rom.
Von 1975 bis 1983 war er für das Institut für Film und Bild in Wissenschaft und Unterricht, das gemeinsame Medieninstitut der Länder der Bundesrepublik Deutschland, tätig. 
1983 erhielt er einen Ruf auf die Professur für Deutsch als Fremdsprache/Deutsch als Zweitsprache an die Katholische Universität Eichstätt-Ingolstadt. Er entwickelte ein Kontaktstudium für Ausländer an der KU Eichstätt.
Neben zahlreichen fachspezifischen Veröffentlichungen schrieb er die Romane Tolfa oder die Erweckung des Fleisches, Die Anhörung und Terme Neroniane. In dem Beitrag Gallus, Luftschiffer beschreibt er seine Jugenderinnerungen.
Er lebte lange in Möckenlohe im Altmühltal. Von 1995 bis 2001 war er der Vorsitzende des Musikvereins
Möckenlohe-Adelschlag und engagierte sich mit Erfolg für die Jugendarbeit. Er hatte seinen Altersruhesitz in Lindau am Bodensee.
Michael Steindl engagierte sich für zahlreiche Sozialprojekte im Heiligen Land und war Mitglied im Deutschen Verein vom Heiligen Lande. 1987 wurde er vom Kardinal-Großmeister Maximilien Kardinal de Fürstenberg zum Ritter des Ritterordens vom Heiligen Grab zu Jerusalem ernannt und am 17. Oktober 1987 in Karlsruhe durch Franz Kardinal Hengsbach, Großprior der deutschen Statthalterei, in den Päpstlichen Laienorden investiert.

## Schriften

### Sachliteratur
- Bilinguale Materialien für den Sachunterricht mit Ausländerkindern: Handreichungen für den Lehrer, Band 2, ifb 1982
- Zweitsprache Deutsch für Ausländerkinder. Bildungspolitische Schwerpunkte, Didaktische Grundlagen,  Auer Verlag Donauwörth 1983, ISBN 3-403-01487-8, zusammen mit Gerhart Mahler
- Wenn die Worte fehlen : in unterdeterminierten Texten von Ausländern u. Deutschen, Minerva München 1985, ISBN 3-597-30047-2
- Modellversuche zur Förderung und Eingliederung ausländischer Kinder und Jugendlicher in das Bildungssystem: Bericht über eine Auswertung, Köllen 1987, ISBN 3885790246

Reihe Sprich mit uns 
- Mehrteiliges Werk, erschienen im Oldenbourg Verlag München (1979–1989); zusammen mit Horst M. Rabura

### Romane
- Tolfa oder die Erweckung des Fleisches, Isele Eggingen 2004, ISBN 3-86142-315-4
- Die Anhörung, Isele Eggingen 2007, ISBN 3-86142-417-7
- Terme Neroniane, Isele Eggingen 2010, ISBN 978-3-86142-492-5

### Biografischer Roman
- Gallus, Luftschiffer, IN: Band 50 von Schriftenreihe Lebenserinnerungen, Kovač 2002, ISBN 3-8300-0664-0